# Lynda Obst
Lynda Obst (New York, 14 april 1950 – Los Angeles, 22 oktober 2024) was een Amerikaanse filmproducent en auteur.

## Carrière
Obst werd geboren als Lynda Rosen, en is afgestudeerd aan de Pomona College in Claremont (Californië) en ging daarna filosofie studeren aan de Columbia-universiteit in New York. Ze begon haar film en journalistiek carrière als redacteur bij The New York Times. Ze verhuisde later naar Los Angeles met haar toenmalige echtgenoot David Obst. Daar werd ze door Peter Guber aangeboden om te werken in Hollywood. In 1982 ging ze werken bij The Geffen Film Company van David Geffen. Haar eerste grote opdracht daar was het ontwikkelen van de scripts die uiteindelijk zou worden voor de film Flashdance. In 1989 begon Obst haar solo-producerende carrière met een deal bij Columbia Pictures. Obst verhuisde later ook naar 20th Century Fox en Warner Bros. Pictures. Obst ontving samen met producent Jim Chory een Emmy Award-nominatie in 1999 met de televisiefilm The '60s.

## Lynda Obst Productions
Lynda Obst Productions is een Amerikaans film- en televisieproductiebedrijf opgericht door Lynda Obst, gevestigd in Culver City. Ze richtte het bedrijf op in 1989 en verhuisde het naar Columbia Pictures. In 1993 verhuisde haar bedrijf naar 20th Century Fox. Terwijl Obst producer credits heeft voor films uit de jaren 80 tot heden, was Interstellar de eerste die haar bedrijfslogo liet zien.
Obst overleed op 22 oktober 2024 op 74-jarige leeftijd, aan chronische obstructieve longziekte.

## Filmografie

### Als producent

#### Films
- 1983: Flashdance (associate producer)
- 1987:  Adventures in Babysitting
- 1988: Heartbreak Hotel
- 1991: The Fisher King
- 1992: This Is My Life
- 1993: Sleepless in Seattle (executive producer)
- 1994: Bad Girls (executive producer)
- 1996: One Fine Day
- 1997: Contact (executive producer)
- 1998: The Siege
- 2001: Someone Like You...
- 2002: Abandon
- 2003: How to Lose a Guy in 10 Days
- 2008: Angus, Thongs and Perfect Snogging
- 2009: The Invention of Lying
- 2014: Interstellar

#### Televisiefilms
- 1999: The '60s (executive producer)

#### Televisieseries
- 2010-2014: Hot in Cleveland (executive producer)
- 2012-2014: The Soul Man (executive producer)
- 2014-2015: Helix (executive producer)
- 2015-2016: Good Girls Revolt
- 2019: The Hot Zone

### Als auteur
- 1977: Rolling Stone History of the Sixties: The Decade Remembered Now by the People Who Lived Them
- 1997: Hello, He Lied & Other Truths from the Hollywood Trenches
- 2013: Sleepless in Hollywood: Tales from the New Abnormal in the Movie Business

- Bibsys: 2101196
- Biblioteca Nacional de España: XX1310075
- Gemeinsame Normdatei: 119542552
- International Standard Name Identifier: 0000 0000 6637 0638
- Library of Congress Control Number: n88259182
- MusicBrainz: f7058c60-28f7-48c1-97c7-99676b08839e
- Nationale Bibliotheek van Tsjechië: xx0206010
- Nationale Bibliotheek van Israël: 987007347412805171
- Nationale Bibliotheek van Polen: a0000001674931
- Nederlandse Thesaurus van Auteursnamen: 074519190
- Réseau des bibliothèques de Suisse occidentale: 02-A003651293
- SNAC: w6fw0nz7
- Système universitaire de documentation: 242458564
- Virtual International Authority File: 60650975
- WorldCat: E39PBJdGR4WrBqXjrdRrgMTCQq